# Cricket

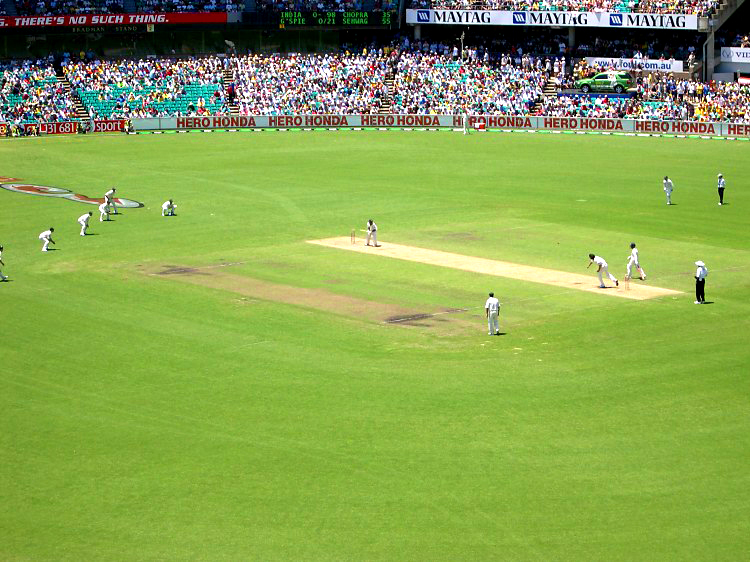
Cricketmatch. Bilden visar en översikt av spelplanen och den centralt belägna cirka 20 meter långa ytan (pitch) med grindar, kastare och slagmän

Cricket eller kricket är ett bollspel som utövas mellan två lag med vardera elva spelare. Cricket kan dateras till åtminstone 1500-talets England, och utvecklades till nationalsport i landet under 1800-talet. Det är i dag en populär sport i många länder i Brittiska samväldet och i Sydafrika och spelas i de flesta europeiska länder.
Cricket spelas på en stor ovalformad gräsplan i vars centrum finns en rektangulär cirka 20 meter lång gräsfri yta. Det ena lagets deltagare skall var och en vara slagman och som sådan försöka åstadkomma så många poäng som möjligt. Poängen räknas som runs, och innebär att slagmannen med ett slagträ skall slå till cricketbollen ut på planen och därefter löpa utefter den gräsfria ytan till den andra ändan utan att brännas. Det andra lagets deltagare ska försöka bränna ut slagmännen och begränsa antalet runs. Under en match turas lagen om att slå och kasta.
Professionell cricket spelas i endagsmatcher om 20 eller 50 overs per lag, med sex godkända kast i varje over. VM i cricket spelas som endagsmatcher över 50 overs. I internationella så kallade testcricketmatcher möter lagen varandra i matcher som varar i upp till fem dagar. Regelverket administreras av International Cricket Council (ICC) och Marylebone Cricket Club (MCC). 

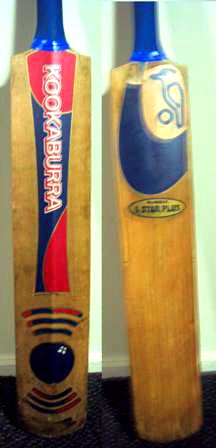
Ett slagträ, fram- och baksida

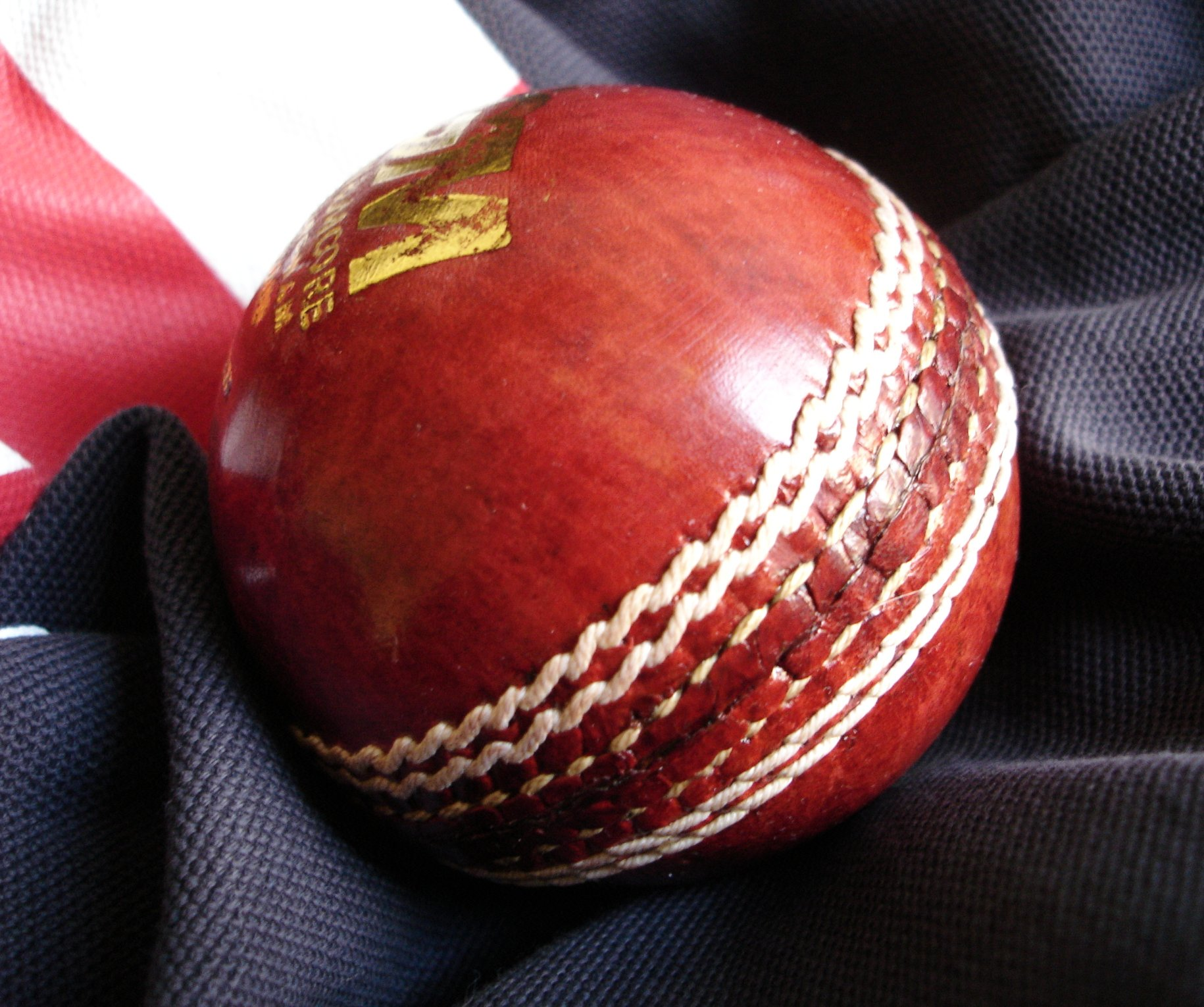
En cricketboll

## Plan, utrustning och spelaruppställning
Sporten utövas på en oval gräsplan som kan vara av olika storlekar, vanligen med en diameter om 137–150 meter. I mitten av planen finns en cirka 20 meter lång gräsfri yta som kallas pitch. I båda ändar av denna yta finns en grind (wicket) placerad som består av tre lodräta träpinnar (stumps) och två mindre pinnar (bails) som ligger vågrätt ovanpå dem. En spelare (kastare) från det kastande laget (utelaget) kastar en cricketboll (solid boll tillverkad av kork och läder) från den ena grinden mot den andra. Framför vardera grind är en slagman ur det andra laget (innelaget) placerad för att försvara grinden. Slagmännen är utrustade med varsitt solitt slagträ tillverkat av trä, vanligen vitpil. En av utelagets spelare är grindvakt och är placerad bakom den grind mot vilken kastaren kastar. Övriga spelare ur det kastande laget är placerade ute på den ovala gräsplanen. Dessa skall fortast möjligt leverera slagna bollar till grindvakten eller direkt mot grinden. På planen finns också två, ofta hattförsedda domare.
Många slagmän spelar med hjälm, speciellt om de möter en kastare som kastar på fart. Hjälm är dock inte obligatoriskt men slagmännen spelar alltid med benskydd och handskar. Grindvakten har hjälm och handskar. Övriga spelare spelar oftast utan skydd, men har ibland hjälm.

## Grundläggande regler

Slagman i aktion

Två lag med elva spelare vardera turas om att slå eller kasta. Innelaget har bara två spelare (slagmän) på planen samtidigt. De står placerade framför varsin grind som skall försvaras. En av dessa (aktiv slagman) ska möta kastarens boll och försöka slå denna ut på planen och hindra den från att träffa grinden bakom honom. De båda slagmännen ska springa mellan grindarna efter det att den aktiva slagmannen slagit bollen ut på planen, och innan någon av det kastande lagets spelare lyckas fånga bollen och kasta tillbaka den på grinden eller till grindvakten. Slagmännen turas på så sätt om att vara aktiva slagmän. Om de lyckas nå grindarna utan att bli brända tilldelas slagmännens lag poäng. Man räknar poängen i runs, och målet för det lag som slår är att göra så många runs som möjligt. Om slagmannen lyckas slå bollen så att den landar utanför planens gräns tilldelas laget sex runs. Om han slår bollen så att den först landar på planen för att därefter studsa eller rulla ut över planens gräns får laget som slår fyra runs.
Innings kallas den period under vilken ett lag är innelag (slår). Målet för det lag som kastar bollen är att slå ut (bränna) samtliga slagmän utom en i motståndarlaget. Lagen byter då plats, vilket också sker om det inte längre är möjligt att ta igen det andra lagets försprång i runs. När en slagman bränns kallas det för en wicket och slagmannen får därefter inte delta i den aktuella spelomgången utan ersätts med en ny slagman. Det mest direkta sättet att ta en wicket är att bollen kastas så att slagmannen missar den och den träffar grinden, så att pinnarna ovanpå den ramlar ner. En slagman kan också bli utslagen om han slagit bollen så att en av spelarna i det kastande laget fångar bollen direkt i luften, innan den träffar marken. Om slagmannen missar bollen och den träffar benskydden eller någon annan kroppsdel och domaren anser att bollen skulle ha träffat grinden utdelas också en wicket (detta kallas leg before wicket, eller lbw). Om någon av slagmännen börjar springa mot den motsatta grinden och inte hinner över en linje i nivå med denna med sitt slagträ innan utelaget lyckas träffa grinden med bollen så att minst en av de två små träbitarna faller ned, tilldelas utelaget också en wicket.
En cricketmatch är indelad i overs. En over utgörs av sex (godkända) kast, varefter kastare byts och ny kastare kastar mot den andra grinden. Innelaget försöker att löpa taktiskt så att kastaren i möjligaste mån ställs mot den bättre slagmannen. Målet för varje lag är att ta fler runs än motståndarlaget och att bränna ut slagmännen så att bara en återstår. Vid spel om ett begränsat antal overs vinner det lag som erhållit flest runs. I Testcricket skall vinnande laget ha flest runs och dessutom ha bränt ut motståndarnas slagmän två gånger. Annars slutar matchen oavgjord.

## Spelare
Ett cricketlag består av elva spelare. Beroende på spelarens färdigheter räknas han som antingen slagman eller kastare. En spelare som är bra både på att kasta och slå kallas all-rounder. Sådana spelare är sällsynta bland elitspelare som hellre fokuserar på någon av sina färdigheter. Grindvakten har en nyckelroll för utelaget. 

### Kastare
Kastaren (på engelska bowler) kan välja att kasta på fart (fast bowling) eller med skruv (spin bowling). Fart är mer chansartat då slagmannen får mer kraft och lättare kan slå många runs. Samtidigt är det lättare att bränna ut slagmannen. Att kasta med skruv är ett bra sätt att se till att slagmannen inte lyckas åstadkomma runs. Kast med skruv innebär dock att det blir svårare att bränna ut slagmannen. Vanligtvis byter man taktik under matchen. Oftast är det lagkaptenen som bestämmer hur man skall kasta.

### Grindvakt
Grindvakten (på engelska wicket-keeper) är en av utelagets spelare som är placerad strax bakom grinden mot vilken kastaren kastar. Han har till uppgift att fånga bollar som slagmannen missat, och kan då förhindra en run eller genom att med bollen slå ner grindens överliggande bails bränna ut slagmannen om denne är på väg mot motsatt grind. Han är också i position för att ta en boll som nuddat slagmannens slagträ innan bollen studsat. På så sätt kan han också bränna slagmannen.

### Slagmän
Det finns alltid två slagmän (på engelska batsmen) på planen. När en av de två blir utslagen ersätts han av en ny slagman. Spelordningen bland slagmännen bestäms av lagkaptenen. Man kan inte byta slagman under tiden som han spelar.

## Terminologi
- Duck - En slagman som blir utslagen innan han lyckas åstadkomma någon run kallas duck.
- Golden Duck - En slagman blir utslagen med första bollen han möter.
- Royal Duck - När en innings första boll resulterar i utslagning kallas det "Royal Duck"
- Century - När en slagman har åstadkommit 100 runs kallas det ett century (sekel eller mer riktigt "Hundring").
- Ton - Samma innebörd som Century
- Innings - En innings är den period under vilken ett lag slår. En innings pågår tills alla slagmän är brända utom en, eller tills det inte längre är möjligt att ta igen det andra lagets försprång i runs.
- Maiden over - En maiden over betyder att slagmännen inte har fått någon run på över sex kast.
- Wicket Maiden - En maiden over där kastaren får en wicket
- Dot Ball - En boll som slagmännen inte har fått någon run på. Kallas så eftersom man visar detta med en punkt i matchens scorecard.

## Cricketformer
Det finns olika former av cricket. De populäraste formerna är:
- Endagscricket (One Day Cricket eller One Day International)

Endagsmatcher spelas oftast i 50 overs var av båda lagen eller tills ett lag har vunnit eller bränt ut det andra laget. Endagsmatcherna spelas med färgglada dräkter och en vit boll. VM i cricket, som arrangeras vart fjärde år, spelas i endagsformat. 2011 spelades VM i Indien, 2015 i Australien och Nya Zeeland samt 2019 i England och Wales. 2023 kommer Indien återigen att vara värdland.
- Testcricket (Test Cricket)

Testcricket spelas under tre till fem dagar med vita dräkter och röd boll och har inga begränsningar gällande overs. Istället får varje lag spela två innings vardera, om inte ett lag har fler runs efter en innings än vad det andra har efter två. Endast de tolv bästa landslagen är idag kvalificerade för att spela testmatcher.
1. Australien (spelade sin första testmatch 1877)
2. England (spelade sin första testmatch 1877)
3. Sydafrika (spelade sin första testmatch 1889)
4. Västindien (spelade sin första testmatch 1928)
5. Nya Zeeland (spelade sin första testmatch 1930)
6. Indien (spelade sin första testmatch 1932)
7. Pakistan (spelade sin första testmatch 1952)
8. Sri Lanka (spelade sin första testmatch 1982)
9. Zimbabwe (spelade sin första testmatch 1992)
10. Bangladesh (spelade sin första testmatch 2000)
11. Irland (spelade sin första testmatch 2018)
12. Afghanistan (spelade sin första testmatch 2018)

- Första klass-cricket (First Class Cricket)

Liknande regler som för testcricket men då andra lag, vanligen klubblag som i cricket ofta representerar geografiska områden, spelar dessa matcher kallas de för Första klass-matcher. Ett exempel på detta är de inhemska ligorna i länderna med test-status.
- Twenty20 Cricket

Twenty20 cricket, förkortat T20, är den nyaste formen av cricket och spelas med 20 overs per lag. En match är då över på ca tre timmar.

## Historia
Ursprunget till cricket är oklart. När spelet etablerades som vuxensport under 1600-talet, hade liknande spel under flera hundra år spelats av barn och ungdomar i Kent och Sussex. Spelet omtalades i skrift första gången 1597 i ett rättegångsprotokoll rörande en skolegendom i Surrey, där det framgår att man spelat krecket på ägorna åtminstone sedan mitten på 1500-talet. I en ordbok från 1611 beskrivs cricket fortfarande som ett ungdomsspel.
Under 1600-talets politiskt oroliga första hälft spelades cricket sparsamt i England, och sägs någon period till och med ha varit förbjuden (under Oliver Cromwells regering), även om direkta bevis för detta saknas. Under århundradets sista årtionden etablerades spelet och vadslagning på lagen tilläts. Sponsring av lagen förekom första gången under 1700-talet, framförallt genom adeln och företagare. Bland bidragsgivare märks hertigen av Richmond. Spelresultat rapporterades också ofta i pressen. Under århundradet spreds spelet i England och därifrån till Karibien, Indien och Australien. Under 1800-talet började man spela cricket också i Nya Zeeland och Sydafrika.
Skrivna regler för spel som påminde om cricket tycks ha förekommit sedan åtminstone 1727, men först 1744 gavs de första reglerna ut som Laws of Cricket. Dessa reviderades ett antal gånger under 1700-talet, och 1787 grundades Marylebone Cricket Club som alltsedan dess ansvarar för regelverket. Ursprungligen skulle bollen rulla på marken mot grinden, varvid slagmannen använde en klubba som påminde om en bandyklubba. Detta ändrades 1760, då bollen i stället började kastas som i dagens cricket, även om kastet legaliserades först under 1860-talet.
Under 1800-talet grundades de flesta klubbar som är verksamma idag. Den första av dessa var Sussex CCC. År 1844 spelades den första landskampen i cricket (mellan USA och Kanada), och 1859 reste ett engelskt proffslag över till Nordamerika för turneringsspel. Under 1877 spelades de första Test-matcherna mellan ett engelskt och ett australiskt lag och 1899 etablerades Sydafrika som tredje Test-nation.
Säsongen 1900 beslöt man att varje over skulle spelas om sex bollar, vilket gäller än i dag. Man prövade i vissa länder, däribland England, att spela om åtta bollar per over, men återgick efter andra världskriget till sex bollar, vilket gäller enligt regelverket som reviderades 2000.
Under 1930-talet blev Indien, Västindien och Nya Zeeland Test-nationer, och Pakistan följde efter andra världskriget. Senare har Sri Lanka, Zimbabwe, Bangladesh, Irland och Afghanistan anslutits. Efter andra världskriget har Englands tidigare dominans bland cricketspelande länder brutits och ersatts av lag från Västindien, Asien och Oceanien. Säsongen 1969 spelades i England första gången internationella endagsturneringar i cricket (Limited Overs Cricket eller One-Day Cricket), vilket blivit en stor framgång. De främsta turneringarna är Friends Provident Trophy och sedan 1975 VM i cricket, men i England fortlever också i mindre skala de äldre County-turneringarna.
I juni 2001 infördes en officiell rankinglista avseende testturneringar, och 2002 kom en motsvarande lista för endagsturneringar.

## Kända cricketspelare
- Muttiah Muralitharan
- Imran Khan
- Sachin Tendulkar
- Brian Lara
- Sir Vivian Richards
- AB de Villiers
- Wasim Akram
- Kumar Sangakkara
- Mahela Jayawardene
- Shane Warne
- Glenn McGrath
- Ricky Ponting
- Don Bradman
- Ellyse Perry
- Meg Lanning
- Alyssa Healy
- Stafanie Taylor
- Mithali Raj
- Belinda Clark
- Karen Rolton